# Being for the Benefit of Mr. Kite!
A The Beatles Being for the Benefit of Mr. Kite! című dala a zenekar 1967-es, Sgt. Pepper’s Lonely Hearts Club Band című albumán jelent meg. Bár Lennon-McCartney szerzeményként van feltüntetve, tulajdonképpen John dala.
Lennon az ihletet egy vándorcirkusz 1843-as plakátjából merítette, amit a Strawberry Fields Forever promóciós filmjének forgatása idején vett egy régiségkereskedőtől. A dal felvételei 1967. február 17-én, 20-án, március 28-án, 29-én és 31-én zajlottak. Zeneileg ez az album egyik legösszetettebb dala.
A plakát szövege felkeltette Lennon cinizmussal vegyes érdeklődését; amikor újabb dalt vártak tőle, a képet házi stúdiója falára akasztotta és elkezdte énekelni a szöveget. A szöveg kidolgozása után a dalt megmutatta George Martinnak, akitől „vurstliszerű” produkciót kért, de olyat, „hogy a fűrészpor szagát is érezni lehessen”. A dal középrészében harmónium, szájharmonika, egy gőzorgona és egy calliope hangja hallható. A sikertelen próbák után Martin szó szerint összevágta a szalagot, majd találomra összeillesztette a darabokat.
Bár Lennon sekélyesnek ítélte a dalt, 1980-ban ezt mondta róla: „egyszerű, mint egy festmény, egy sima vízfestmény”.
Az album három dala közül ez volt az egyik, amit a BBC betiltott a rádióban, ugyanis a „Henry the Horse” kifejezés két szót is tartalmazott, melyekkel a heroinra szoktak utalni.

## Közreműködők
- John Lennon – ének, Hammond orgona
- Paul McCartney – basszusgitár, gitár
- George Harrison – szájharmonika
- Ringo Starr – dob, ütőhangszerek, csörgődob, szájharmonika
- George Martin – harmónium, Lowry orgona, harangjáték, szalagos effektek
- Mal Evans – szájharmonika
- Neil Aspinall – szájharmonika

### Produkció
- Geoff Emerick – hangmérnök
- Richard Lush – asszisztens
- George Martin – producer